# Ceahlău-massivet
Ceahlău-massivet (pronounced [tʃe̯ahˈləw] ) er et af de mest berømte bjerge i Rumænien. Det er en del af Bistrița-bjergene i de østlige Karpater, i distriktet Neamț, i Moldavien- regionen (del af det tidligere fyrstedømme Moldavien) . De to vigtigste toppe er Toaca (1.904 moh.) og Ocolașul Mare (1.907 moh.). Det er mod øst afgrænset af floden Bistrița og Bicaz-søen, mod syd af floden Bicaz . Fra syd er det vigtigste adgangspunkt landsbyen Izvorul Muntelui, som ligger 12 km nord fra byen Bicaz. Mod nord er Ceahlău-massivet også tilgængelig fra Durău.
Ceahlău Nationalpark beskytter et stort udvalg af flora og fauna; nogle af arterne er endemiske eller sjældent set andre steder i Rumænien.

## Vandring
Ceahlău-massivet er et populært vandremål i Rumænien. Der er syv afmærkede stier bygget til vandrere og turister. Der er adgangsgebyrer for at besøge Ceahlău Nationalpark. og bøder for ikke at overholde parkens regler. Parken overvåges af lokale rangers, og der er også en bjergredningstjeneste (Salvamont).

## Camping
Camping er kun tilladt på nogle få udpegede steder: i Durău, nær Dochia Chalet og i Izvorul Muntelui.